# Henri Cordier (Orientalist)

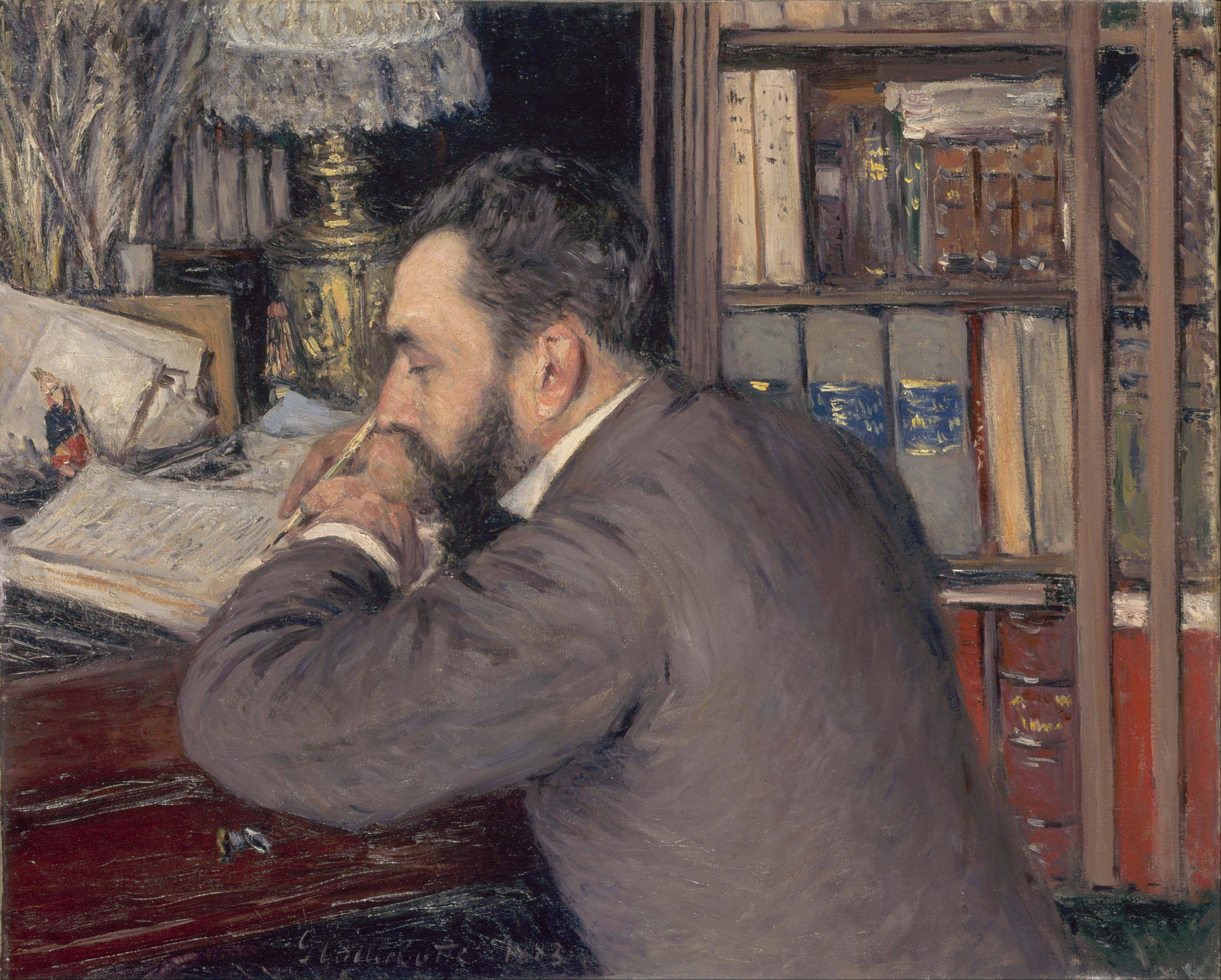
Henri Cordier, Porträt von Gustave Caillebotte (1883)

Henri Cordier (* 8. August 1849 in New Orleans; † 16. März 1925 in Paris) war ein französischer Orientalist, der seinerzeit die führenden Übersichtswerke zu China, Japan und Indochina herausgab. Auch um die Herausgabe der Werke von Henry Yule machte er sich verdient.
1908 wurde er zum Mitglied (membre libre) der Académie des Inscriptions et Belles-Lettres gewählt. Seit 1920 war er korrespondierendes Mitglied (Corresponding Fellow) der British Academy. Außerdem war er Mitglied weiterer Gelehrtengesellschaften, so der Royal Asiatic Society und der Royal Geographical Society. Er war Mitglied der Ehrenlegion (Offizier) und Ehrendoktor der Universität Genf.